# 芮思
芮思（1455年—1510年），字維善，號午峰，直隸常州府宜興縣人，民籍，明朝政治人物。

## 生平
成化二十二年（1486年）丙午科應天鄉試第十九名舉人，弘治十二年（1499年）中式己未科會試第六十名，三甲第一百五名進士。授新昌縣知縣，十八年（1505年）調興寧縣知縣，正德五年（1510年）卒於官。

## 家族
曾祖芮叔遠；祖父芮公明；父芮以貞。前母史氏、儲氏、黃氏；母王氏。永感下。從兄芮畿、芮畹、芮畛、芮稷。